# Giritli Mustafa Naili Pascià
Giritli Mustafa Naili Pascià, (turco Mustafa Naili Paşa o Giritli Mustafa Naili Paşa, letteralmente "Mustafa Naili Pascià di Creta") (Pojan, 1798 – Costantinopoli, 28 dicembre 1871), è stato un politico turco, di origini albanesi.
Ha ricoperto la carica di Gran Visir due volte durante il regno di Abdülmecid I, il primo periodo compreso tra il 14 maggio 1853 e il 29 maggio 1854 e la seconda volta tra il 6 agosto 1857 e il 22 ottobre 1857.
La sua carica di Gran Visir è stata segnata dalle tensioni tra l'Impero Ottomano e l'Impero Russo. Il suo primo periodo di carica coincide con la vigilia immediata dell'inizio della guerra di Crimea e il suo secondo, con le conseguenze di quella guerra.

## Biografia
È cresciuto e ha iniziato la sua carriera in Egitto sotto la protezione del Wālī Kavalalı Mehmed Ali Pasha, ed era di discendenza albanese come il fondatore dell'Egitto moderno. Soppresse una rivolta dei greci cretesi durante le agitazioni del 1820 in varie isole dell'Egeo collegate con la guerra d'indipendenza greca e successivamente (nel 1832) fu nominato governatore di Creta. Il 18 maggio 1828 riconquistò Frangokastello (a Creta), riportandola sotto il controllo ottomano, sconfiggendo Hatzimichalis Dalianis. Il sultano ottomano Mahmud II, che era stato colto impreparato e senza un suo esercito (avendo soppresso i giannizzeri), fu costretto a cercare l'aiuto del suo ribelle vassallo e rivale in Egitto. Nel 1832, quando Mustafa Naili Pasha fu nominato governatore di Creta, che era sotto i domini di Mehmet Ali Pasha, era già presente sull'isola ribelle da quattro anni, motivo per cui i documenti ottomani si riferiscono immediatamente a lui come "Giritli" (il cretese).
Il suo governo tentò di creare una sintesi tra i proprietari terrieri musulmani cretesi e le classi commerciali cristiane emergenti. Il governo di Mustafa Naili Pasha è stato generalmente cauto, filo-britannico, e si è sforzato di ottenere il sostegno dei cristiani cretesi (avendo sposato la figlia di un prete e permettendole di rimanere cristiana) rispetto ai musulmani cretesi. Nel 1834, tuttavia, un comitato cretese era già stato istituito ad Atene per lavorare all'unione dell'isola con la Grecia.
Nel 1840, l'Egitto fu costretto da Palmerston a restituire Creta al governo ottomano. Per un certo periodo, Mustafa Naili Pasha tentò senza successo di diventare un principe semi-indipendente, ma i greci cretesi si ribellarono contro di lui, spingendo ancora una volta i musulmani temporaneamente all'assedio nelle città. Un'operazione navale anglo-ottomana ripristinò il controllo dell'isola e Mustafa Naili Pasha fu confermato come suo governatore, sebbene sotto il comando di Istanbul. 
Nell'estate del 1850, il sultano Abdülmecid I arrivò sull'isola con gli eredi al trono Abdülaziz e Murad V e ci fu un ricevimento nella casa privata di Mustafa Naili, che probabilmente impressionò il Sultano. Nel 1851 il Sultano inviò una nave a Creta e ordinò a Mustafa Naili di andare a Costantinopoli, dove lo nominò al Meclis-i Vâlâ-yı Ahkâm-ı Adliyye (Consigliere di Stato del Sultano e della Corte Suprema) e in seguito lo nominò presidente.
Il 14 maggio 1853, Mustafa Naili fu nominato Gran Visir e rimase in carica fino al 29 maggio 1854. Successivamente divenne membro del Consiglio dei Ministri (Meclis-i Vükelâ’ya). Il 2 agosto 1857 fu di nuovo Gran Visir, ma fu nuovamente estromesso dal suo predecessore Mustafa Reşid Pascia il 23 ottobre dello stesso anno. 
Nel settembre 1866, Mustafa Naili tornò a Creta come plenipotenziario imperiale. Una rivolta popolare era scoppiata e Mustafa Naili avrebbe dovuto pacificare l'isola. Provò una combinazione di forza militare e negoziazione, ma fallì e gli fu ordinato di tornare a Istanbul nel marzo 1867.
Morì nel 1871 e fu sepolto nel cimitero della Moschea Fatih.